# Zecca di Aquileia

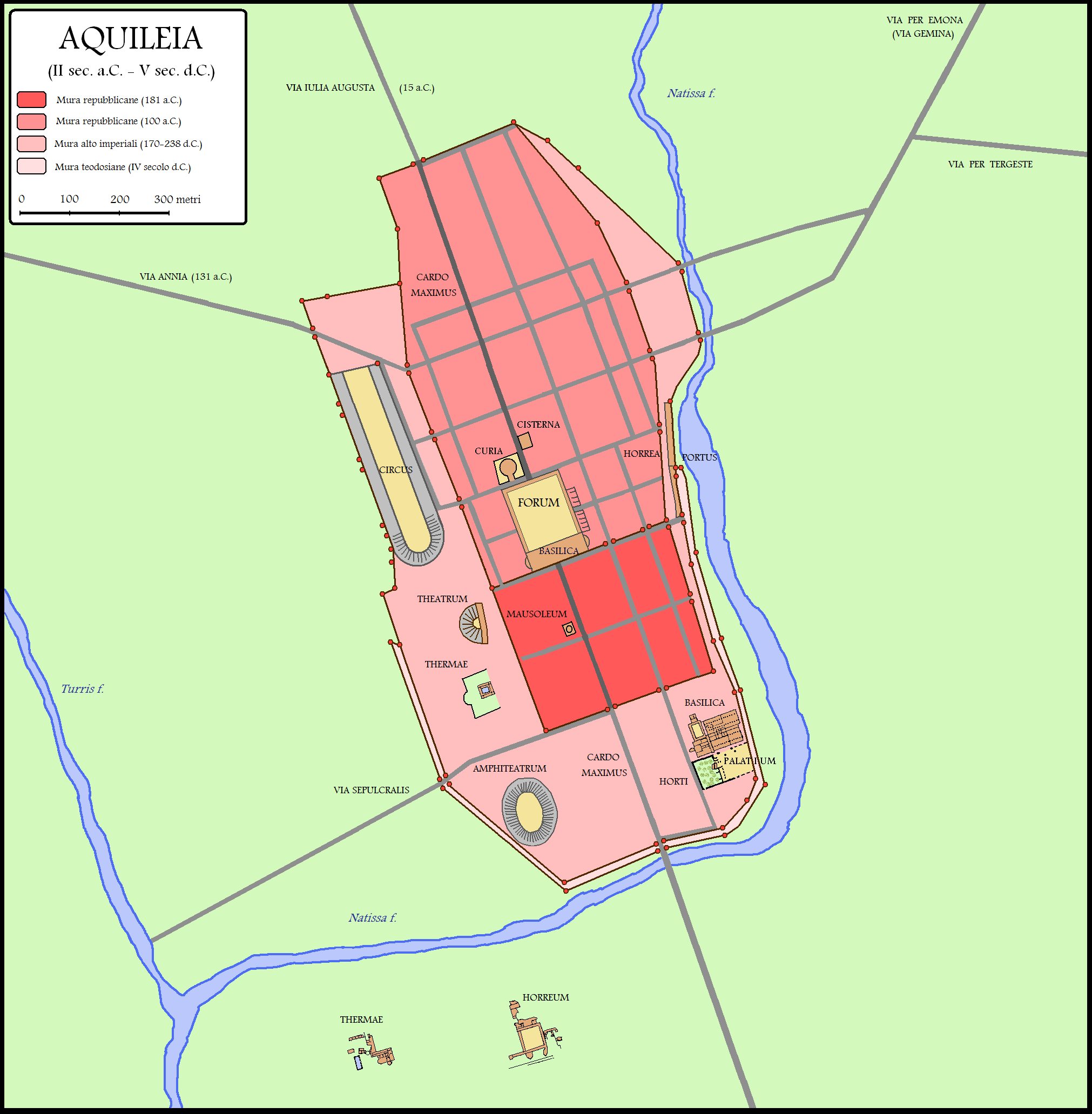
L'antica città romana di Aquileia. La zecca potrebbe essersi trovata non molto distante dal grande foro romano cittadino.

La zecca e monetazione di Aquileia (Moneta) era l'edificio presso il quale vi fu la prima coniazione di monete in epoca imperiale ad Aquileia, a partire dall'Imperatore Diocleziano nel 294/296.

## Edificio
Le indagini archeologiche non hanno ancora in modo definitivo individuato con sicurezza l'antico edificio presso il quale fu iniziata la coniazione delle monete di Aquilieia. Sulla base di quanto accaduto "in parallelo" nell'altra capitale imperiale del periodo tetrarchico, Mediolanum, potrebbe trovarsi non molto distante dal Forum. Le prime maestranze della zecca sembra furono importate dalla capitale di Roma antica.

## Segni di zecca
Numerosi furono nel secolo e mezzo che rimase aperta i segni di zecca: es. AQ = AQ(uileia); SMAQ = Sacra Moneta AQuileiae; AQA (AQuileia, officina "A"?); AQB (AQuileia, officina "B"?); AQP (AQuileia Prima officina) o AQUILP o SMAQP; AQMOS (AQuileia Moneta Secunda officina) o AQS o AQUILS o SMAQS; AQT (AQuileia Tertia officina) o AQΓ (numerale greco) o AQUILT o SMAT o TAQ (altre forme per terzia officina); AQOB (AQuileia OBrizyacum = oro depurato, puro); AQPS (AQuileia PuStulatum = argento puro); AQUIL; un'Aquila entro ghirlanda; COM OB AQ (COMes OBrizyacum AQuileiae = preposto all'oro puro); MAQ (Moneta AQuileiae).

## Storia e monetazione

### Il periodo tetrarchico e della guerra civile (294-324)
La zecca aprì con la tetrarchia di Diocleziano, quando Massimiano, una volta divenuto Augusto d'Occidente, scelse come sue capitali, sia Mediolanum (dal 290/291); sia Aquileia (dal 294/296), che Ausonio definisce la nona città dell'Impero, più ad est, quale porto fluviale-marittimo sull'Adriatico e retrovia militare, vista la sua vicinanza al limes dei Claustra Alpium Iuliarum. Furono così attivate inizialmente tre officine.
Nel 312, durante la guerra civile, Costantino I, ormai sospettoso nei confronti di Massenzio, riunito un grande esercito, mosse alla volta dell'Italia attraverso le Alpi, e dopo aver sconfitto due volte consecutive le armate di Massenzio, pose sotto assedio ed occupò Aquileia, sottomettendo l'intera Italia settentrionale. Con la successiva e decisiva vittoria a Ponte Milvio su Massenzio nel 312, tutta l'Italia passò sotto il controllo di Costantino. Da qui l'inizio di un nuovo periodo di conaiazione monetaria.

#### Monetazione della prima tetrarchia (294 - 1º maggio 305)
In questo primo periodo, la zecca di Aquileia produsse monete nei tre metalli: oro, argento e bronzo, sebbene quelle in oro non fossero continue.
Nel 293 Diocleziano procedette a una divisione funzionale e territoriale dell'intero impero in quattro parti, al fine di facilitare le operazioni militari. Nominò così come suo cesare  per l'oriente Galerio e Massimiano fece lo stesso con Costanzo Cloro per l'occidente. L'impero fu così diviso in quattro macro-aree:
- a Diocleziano spettavano le province orientali dell'Egitto (capitale: Nicomedia[9])
- Galerio le province balcaniche (capitale: Sirmio)
- Massimiano governava su Italia e Africa settentrionale (capitale: Mediolanum[9])
- Costanzo Cloro ebbe in affidamento la Spagna, la Gallia e la Britannia (capitale: Augusta Treverorum)

Il sistema si rivelò efficace per la stabilità dell'impero e rese possibile agli augusti di celebrare i vicennalia, ossia i vent'anni di regno, come non era più successo dai tempi di Antonino Pio. Restava da mettere alla prova il meccanismo della successione: il 1º maggio del 305 Diocleziano e Massimiano abdicarono.
| Primo periodo tetrarchico (294-305) | Primo periodo tetrarchico (294-305) | Primo periodo tetrarchico (294-305)                                                 | Primo periodo tetrarchico (294-305) | Primo periodo tetrarchico (294-305) | Primo periodo tetrarchico (294-305)    | Primo periodo tetrarchico (294-305) |
| Immagine                            | Valore                              | Dritto                                                                              | Rovescio | Datazione                           | Peso; diametro                         | Catalogazione                       |
| ----------------------------------- | ----------------------------------- | ----------------------------------------------------------------------------------- | --- | ----------------------------------- | -------------------------------------- | ----------------------------------- |
|                                     | Æ Follis                            | IMP MAXIMIANUS P F AVG, busto di Massimiano rivolto verso destra laureato.          | GENIO POPV-LI ROMANI, Il Genio del popolo romano verso sinistra, tiene in mano una patera ed una cornucopia; in esergo AQ P(rima).                 | 296                                 | 28 mm, 12.97 gr; prima officina.       | RIC VI 23b; Paolucci 32.            |
|                                     | Æ Follis                            | CONSTANTIUS NOB(ilis) CAES(ar), busto di Diocleziano rivolto verso destra laureato. | SACR MONETA AVGG ET CAESS NOSTR, la Moneta in piedi verso sinistra, tiene una bilancia ed una cornucopia; sul lato sinistro II; in esergo AQ Γ.    | 301                                 | 27 mm, 11.17 gr, 6 h; terza officina.  | RIC VI 32a.                         |
|                                     | Æ Follis                            | IMP MAXIMIANUS P F AVG, busto di Massimiano rivolto verso destra laureato.          | SACR MONETA AVGG ET CAESS NOSTR, la Moneta in piedi verso sinistra, tiene una bilancia ed una cornucopia; ai lati * - VI; in esergo AQ S(ecunda).  | 302-303                             | 26 mm, 9.44 gr, 6h; seconda officina.  | RIC VI 35b.                         |
|                                     | Æ Follis                            | IMP DIOCLETIANUS P F AVG, busto di Diocleziano rivolto verso destra laureato.       | SACR MONETA AVGG ET CAESS NOSTR, la Moneta in piedi verso sinistra, tiene una bilancia ed una cornucopia; ai lati * - III; in esergo AQ S(ecunda). | 303                                 | 27 mm, 9.04 gr, 6 h; seconda officina. | RIC VI 37a.                         |
| N.B.: Qui sopra alcuni esempi.      |                                     |                                                                                     | |                                     |                                        |                                     |

#### Monetazione della seconda tetrarchia (1º maggio 305 - 25 luglio 306)
In questo secondo periodo, la zecca di Aquileia produsse monete in oro e bronzo. Non se ne conoscono invece in argento.
Il 1º maggio del 305 Diocleziano e Massimiano abdicarono (ritirandosi il primo a Spalato ed il secondo in Lucania). La seconda tetrarchia prevedeva che i loro rispettivi due cesari diventassero augusti (Galerio per l'oriente e Costanzo Cloro per l'occidente), provvedendo questi ultimi a nominare a loro volta i propri successori designati (i nuovi cesari): Galerio scelse Massimino Daia e Costanzo Cloro scelse Flavio Valerio Severo. Sembra però che poco dopo, lo stesso Costanzo Cloro, rinunciò a parte dei suoi territori (Italia e Africa) a vantaggio dello stesso Galerio, il quale si trovò a dover gestire due cesari: Massimino Daia a cui aveva affidato l'Oriente, Flavio Valerio Severo a cui rimase l'Italia (e forse l'Africa), mentre tenne per se stesso l'Illirico. Il sistema rimase invariato fino alla morte di Costanzo Cloro avvenuta ad Eburacum il 25 luglio del 306.
| Secondo periodo tetrarchico (305-306) | Secondo periodo tetrarchico (305-306) | Secondo periodo tetrarchico (305-306) | Secondo periodo tetrarchico (305-306) | Secondo periodo tetrarchico (305-306) | Secondo periodo tetrarchico (305-306) | Secondo periodo tetrarchico (305-306) |
| Immagine                              | Valore                                | Dritto | Rovescio | Datazione                             | Peso; diametro                        | Catalogazione                         |
| ------------------------------------- | ------------------------------------- | --- | --- | ------------------------------------- | ------------------------------------- | ------------------------------------- |
|                                       | Æ Follis                              | IMP MAXIMIANUS (si intende in questo caso: Gaio Galerio Valerio Massimiano) P F AVG, busto di Galerio rivolto verso sinistra laureato, con elmo e corazza. Tiene la lancia o uno scettro sulla spalla destra, scudo al braccio. | VIRTUS AVGG ET CAESS NOSTR, l'Imperatore Galerio, scudo al braccio sinistro, a cavallo verso destra; trafigge un nemico a terra, mentre un secondo nemico e sdraiato a terra; in esergo AQ P(rima). | 305-306                               | 28 mm, 8.64 gr, 6 h; prima officina.  | RIC VI 66b.                           |
| N.B.: Qui sopra alcuni esempi.        |                                       | | |                                       |                                       |                                       |

#### Monetazione della terza tetrarchia (25 luglio 306 - 11 novembre 308)
In questo terzo periodo, la zecca di Aquileia produsse monete in oro e argento, seppure in quantità assai ridotte.
Con la morte di Costanzo Cloro (25 luglio del 306), il sistema andò in crisi: il figlio illegittimo dell'imperatore defunto, Costantino venne proclamato cesare dalle truppe in competizione con il legittimo erede, Severo. Qualche mese più tardi, Massenzio, figlio del vecchio augusto Massimiano Erculio, si fece acclamare, grazie all'appoggio di ufficiali come Marcelliano, Marcello, Luciano e dai pretoriani, ripristinando il principio dinastico.
Galerio si rifiutò di riconoscere Massenzio e inviò a Roma, Severo (che si trovava a Mediolanum) con un esercito, allo scopo di deporlo. Poiché, però, gran parte dei soldati di Severo avevano servito sotto Massimiano, dopo aver accettato denaro da Massenzio disertarono in massa. Severo fuggì a Ravenna, dove fu assediato dal padre di Massenzio, Massimiano. La città era molto ben fortificata, cosicché Massimiano offrì delle condizioni per la resa che Severo accettò: fu preso da Massimiano e ucciso.
Solo l'11 novembre 308 si tenne a Carnuntum, sull'alto Danubio, un incontro cui parteciparono Galerio, che lo organizzò, Massimiano e Diocleziano, richiamato da Galerio. In questa occasione venne riorganizzata una quarta tetrarchia: Massimiano fu obbligato ad abdicare, mentre Costantino fu nuovamente degradato a cesare, mentre Licinio, un leale commilitone di Galerio, fu nominato augusto d'Occidente.
| Terzo periodo tetrarchico (306-308) | Terzo periodo tetrarchico (306-308) | Terzo periodo tetrarchico (306-308)                                                                                           | Terzo periodo tetrarchico (306-308) | Terzo periodo tetrarchico (306-308) | Terzo periodo tetrarchico (306-308)              | Terzo periodo tetrarchico (306-308) |
| Immagine                            | Valore                              | Dritto | Rovescio | Datazione                           | Peso; diametro                                   | Catalogazione                       |
| ----------------------------------- | ----------------------------------- | --- | --- | ----------------------------------- | ------------------------------------------------ | ----------------------------------- |
|                                     | Æ Follis                            | IMP C SEVERUS PF AUG, busto di Flavio Valerio Severo rivolto verso destra laureato.                                           | FIDE MILITUM AUGG ET CAESS NN, la Fides in piedi di fronte, il viso verso sinistra, tiene in entrambe le mani due vexilla militari; in esergo AQ S(secunda).                                                                 | 306-307                             | 27 mm, 11.78 gr, 6h; seconda officina.           | RIC VI 76b.                         |
|                                     | Æ Follis                            | IMP MAXENTIVS P F AVG CONS II, testa laureata verso destra di Massenzio, busto con mantello che tiene uno scettro con aquila. | CONSERV VRB SVAE, Roma seduta di fronte su uno scudo, la testa girata verso sinistra, in un tempio esastilo, tiene un globo ed uno scettro di fronte all'imperatore Massenzio, ai loro piedi un prigioniero; in esergo AQ Γ. | 307                                 | 24 mm, 5.71 gr, 6 h; terza officina di Aquileia. | RIC VI 113.                         |
| N.B.: Qui sopra alcuni esempi.      |                                     | | |                                     |                                                  |                                     |

#### Monetazione della quarta tetrarchia (11 novembre 308 - 5 maggio 311)
In questo quarto periodo, la zecca di Aquileia sembra non abbia prodotto monete in oro ed argento, almeno dall'autunno del 307 alla fine del 309.
Il quarto periodo tetrarchico, iniziato l'11 novembre del 308, terminò il 5 maggio del 311 quando Galerio morì e Massimino Daia si impadronì dell'Oriente, lasciando a Licinio il solo Illirico. L'Italia, comprese le sue zecche rimasero nelle mani dell'usurpatore Massenzio, figlio di Massimiano.
| Quarto periodo tetrarchico (308-311) | Quarto periodo tetrarchico (308-311) | Quarto periodo tetrarchico (308-311)                                                                             | Quarto periodo tetrarchico (308-311) | Quarto periodo tetrarchico (308-311) | Quarto periodo tetrarchico (308-311) | Quarto periodo tetrarchico (308-311) |
| Immagine                             | Valore                               | Dritto | Rovescio | Datazione                            | Peso; diametro                       | Catalogazione                        |
| ------------------------------------ | ------------------------------------ | --- | --- | ------------------------------------ | ------------------------------------ | ------------------------------------ |
|                                      | Æ Follis                             | IMP MAXENTIVS P F AVG CONS II, testa laureata verso destra, busto con mantello che tiene uno scettro con aquila. | CONSERV VRB SVAE, Roma seduta di fronte, la testa girata verso sinistra, in un tempio esastilo, tiene un globo ed uno scettro; in esergo AQ S(secunda). | 309                                  | 5.69 gr; seconda officina.           | RIC VI 125.                          |
| N.B.: Qui sopra alcuni esempi.       |                                      | | |                                      |                                      |                                      |

#### Monetazione della quinta tetrarchia (5 maggio 311 - agosto 313)
In questo quinto periodo, la zecca di Aquileia sembra abbia prodotto solo un multiplo da 1,5 solidi in oro, ma nessuna moneta d'argento, almeno dall'ottobre del 312 al maggio del 313.
Ora l'impero romano era nuovamente diviso in quattro parti: Massimino Daia e Licinio in Oriente, Costantino e Massenzio in Occidente. Si trattava della "quinta tetrarchia". In realtà poco dopo Massimino, Costantino e Licinio si coalizzarono per eliminare il primo dei quattro augusti: Massenzio che possedeva ora Italia ed Africa. Così nel 312, Costantino, riunito un grande esercito, mosse alla volta dell'Italia attraverso le Alpi, fino a scontrarsi con l'esercito di Massenzio nella decisiva battaglia di Ponte Milvio, il 28 ottobre del 312. Massenzio fu sconfitto ed ucciso. Con la morte di Massenzio, tutta l'Italia passò sotto il controllo di Costantino. Poi nel febbraio del 313, Licinio e Costantino si incontrarono a Mediolanum, dove i due strinsero un'alleanza (rafforzata dal matrimonio di Licinio con la sorella di Costantino, Flavia Giulia Costanza), che prevedeva di eliminare il terzo imperatore, Massimino Daia. Licinio lo affrontò e sconfisse nella battaglia di Tzirallum il 30 aprile di quest'anno. Massimino Daia, morì pochi dopo (agosto). Restavano ora solo due augusti: Costantino per l'Occidente e Licinio per l'Oriente.
| Quinto periodo tetrarchico (311-313) | Quinto periodo tetrarchico (311-313) | Quinto periodo tetrarchico (311-313)                                  | Quinto periodo tetrarchico (311-313)                                                                                      | Quinto periodo tetrarchico (311-313)                          | Quinto periodo tetrarchico (311-313) | Quinto periodo tetrarchico (311-313) |
| Immagine                             | Valore                               | Dritto                                                                | Rovescio | Datazione                                                     | Peso; diametro                       | Catalogazione                        |
| ------------------------------------ | ------------------------------------ | --------------------------------------------------------------------- | --- | ------------------------------------------------------------- | ------------------------------------ | ------------------------------------ |
|                                      | Æ Follis                             | CONSTANTINUS PF AVG, testa laureata verso destra e busto con corazza. | MARTI CON-SERVATORI, Marte in piedi verso destra, tiene una lancia ed uno scudo appoggiato a terra; in esergo AQ P(rima). | ottobre 312 - inizi 313 (celebra la vittoria di ponte Milvio) | 22 mm, 5.02 gr; prima officina.      | RIC VI 139.                          |
| N.B.: Qui sopra alcuni esempi.       |                                      |                                                                       | |                                                               |                                      |                                      |

#### Monetazione della diarchia Costantino-Licinio (agosto 313 - dicembre 324)
Per undici anni l'Impero romano fu retto da Costantino e Licinio, più tardi affiancati dai loro rispettivi figli, nominati Cesari. A partire, infatti, dal 317, dopo un primo scontro armato avvenuto presso Mardia, i due Augusti scesero a patti, firmando una tregua (1º marzo 317). Licino dovette cedere a Costantino l'Illirico. In cambio Licinio ottenne la possibilità di governare autonomamente la sua parte di Impero. Erano sorti così due regni "separati" ed indipendenti, ben lontani dal progetto tetrarchico di Diocleziano, che prevedeva una "unità" imperiale. Con la fine delle ostilità i due Augusti elevarono a Cesari i loro stessi figli (Serdica il 1º marzo del 317): Crispo (a cui fu affidata la Gallia) e Costantino II per Costantino, mentre Valerio Liciniano Licinio per Licinio.
Lo scontro finale avvenne pochi anni più tardi, quando nel 323, un'orda di Goti, che avevano deciso di attraversare l'Istro, tentarono di devastare i territori romani della Mesia inferiore e della Tracia. Costantino, informato di ciò, marciò contro di loro, penetrando però nei territori all'altro augusto Licinio e ricevendo tutta una serie di proteste ufficiali da parte dello stesso, che sfociarono nella fase finale della guerra civile tra i due. Nel 324 si ebbero una serie di scontri tutti favorevoli a Costantino (ad Adrianopoli, Bisanzio, nell'Ellesponto, e Crisopoli) che portarono Licinio, ora assediato ora a Nicomedia, a consegnarsi al suo rivale, il quale lo mandò in esilio come privato cittadino a Tessalonica (messo a morte l'anno successivo). Costantino era ora l'unico padrone del mondo romano. Per questo motivo la monetazione degli anni successivi ne celebrò la sua unità con la scritta "Restitutor Orbis".
| Diarchia Costantino-Licinio (313-324) | Diarchia Costantino-Licinio (313-324) | Diarchia Costantino-Licinio (313-324)                 | Diarchia Costantino-Licinio (313-324) | Diarchia Costantino-Licinio (313-324) | Diarchia Costantino-Licinio (313-324) | Diarchia Costantino-Licinio (313-324) |
| Immagine                              | Valore                                | Dritto                                                | Rovescio | Datazione                             | Peso; diametro                        | Catalogazione                         |
| ------------------------------------- | ------------------------------------- | ----------------------------------------------------- | --- | ------------------------------------- | ------------------------------------- | ------------------------------------- |
|                                       | Æ Follis                              | IMP CONSTANTINUS PF AVG, testa laureata verso destra. | SOLI INV-I-CTO COMITI, il Sol Invictus in piedi verso sinistra, la mano destra levata, tiene un globo nella sinistra; in esergo AQ S(ecunda).                          | 316/317                               | 20 mm, 3.73 g, 5 h; seconda officina. | RIC VII 1.                            |
|                                       | Æ Follis                              | CONSTAN-TINUS AVG, testa laureata verso destra.       | DN CONSTANTINI MAX AUG, nel mezzo VOT/XX su due linee; un ramo di palma sui lati, a sinistra e destra; tutto all'interno di una corona di lauro; in esergo AQ P(rima). | 322                                   | 18 mm, 3.92 gr, 12h; prima officina.  | RIC VII 104; Paolucci 262.            |
| N.B.: Qui sopra alcuni esempi.        |                                       |                                                       | |                                       |                                       |                                       |

### I Costantinidi (325-363)
Per tutto il prosieguo del IV secolo si intensificarono le presenze imperiali ad Aquileia, e molti scontri sanguinosi risolsero contese fratricide come quella tra Costantino II e Costante I nel 340; o tra Costanzo II e Magnenzio nel 351-352.

#### Monetazione costantiniana dall'unificazione alla morte (325-337)
La fase dalla riunificazione imperiale alla morte di Costantino il Grande (avvenuta nel 337), vide l'imperatore cristiano riordinare l'amministrazione interna e religiosa, oltre a consolidare l'intero sistema difensivo lungo i tratti renano e danubiano ed ottenendo importanti successi militari che portarono a "controllare" buona parte di quei territori ex-romani, che erano stati abbandonati da Gallieno ed Aureliano: dall'Alamannia (Agri decumates), alla Sarmatia (piana meridionale del Tibisco, ovvero il Banato) fino alla Gothia (Oltenia e Valacchia). E sempre a partire da questi anni, Costantino continuò ad utilizzare quali sue residenze imperiali preferite Serdica, Sirmium e Tessalonica, oltre alla diocelzianea Nicomedia.
Il 18 settembre 335, Costantino elevò il nipote Dalmazio al rango di cesare, assegnandogli la Thracia, l'Achaea e la Macedonia, con probabile capitale a Naisso e compito principale la difesa di quelle province contro i Goti, che le minacciavano di incursioni. Costantino divise così di fatto l'impero in quattro parti, tre per i figli e una per il nipote; la nomina di Dalmazio, però, dovette incontrare l'opposizione dell'esercito, che aveva palesato la propria preferenza per l'accesso della linea dinastica diretta al trono.
| Costantino, dall'unificazione alla morte (325-337) | Costantino, dall'unificazione alla morte (325-337) | Costantino, dall'unificazione alla morte (325-337)                                                          | Costantino, dall'unificazione alla morte (325-337) | Costantino, dall'unificazione alla morte (325-337) | Costantino, dall'unificazione alla morte (325-337) | Costantino, dall'unificazione alla morte (325-337) |
| Immagine                                           | Valore                                             | Dritto | Rovescio | Datazione                                          | Peso; diametro                                     | Catalogazione                                      |
| -------------------------------------------------- | -------------------------------------------------- | --- | --- | -------------------------------------------------- | -------------------------------------------------- | -------------------------------------------------- |
|                                                    | follis                                             | [...] CONSTANTINUS MAX AUG, testa di Costantino I con diadema, busto con drappeggio e corazza verso destra. | GLORI-A EXER-CITVS, due soldati, ognuno tiene una lancia ed uno scudo riversi, in piedi uno di fronte all'altro con due vessilli al centro; in esergo AQ P(rima).   | 334/335                                            | 16 mm, 2.71 gr, 6 h 1° officina                    | RIC Constantinus, VII 124.                         |
|                                                    | frazione di follis in bronzo                       | FL DELMATIVS NOB C(aesar), testa laureata, busto con drappeggio e corazza verso destra.                     | GLORI-A EXER-CITVS, due soldati, ognuno tiene una lancia ed uno scudo riversi, in piedi uno di fronte all'altro con un vessillo al centro; in esergo AQ S(secunda). | 336/337                                            | 18 mm, 1.22 gr, 11 h. 2° officina                  | RIC Delmatius, VII 142.                            |
| N.B.: Qui sopra alcuni esempi.                     |                                                    | | |                                                    |                                                    |                                                    |

#### Monetazione dei figli e nipoti di Costantino (337-363)

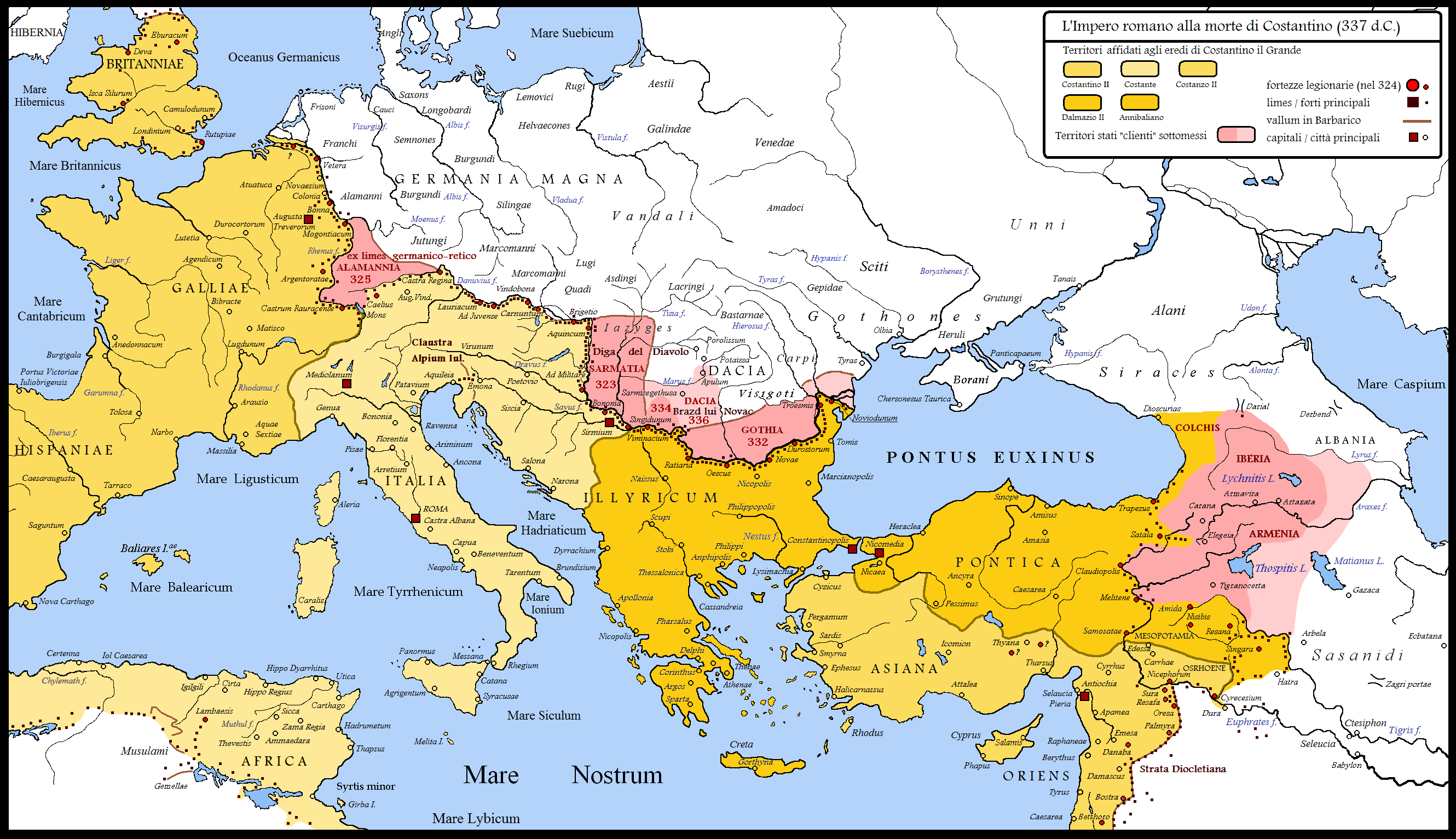
Le frontiere settentrionali ed orientali alla morte di Costantino I, con i territori acquisiti nel corso del trentennio di campagne militari (dal 306 al 337), oltre alla divisione imperiale tra figli e nipoti: Costantino II, Costante I, Costanzo II, Dalmazio Cesare e Annibaliano.

Morto Costantino (22 maggio del 337), mentre stava ancora preparando una campagna militare contro i Sasanidi, la situazione vedeva il potere spartito tra i suoi figli e nipoti, cesari: Costanzo II, che era impegnato in Mesopotamia settentrionale a supervisionare la costruzione delle fortificazioni frontaliere, si affrettò a tornare a Costantinopoli, dove organizzò e presenziò alle cerimonie funebri del padre: con questo gesto rafforzò i suoi diritti come successore e ottenne il sostegno dell'esercito, componente fondamentale della politica di Costantino.
Durante l'estate del 337 si ebbe un eccidio, per mano dell'esercito, dei membri maschili della dinastia costantiniana e di altri esponenti di grande rilievo dello stato: solo i tre figli di Costantino e due suoi nipoti bambini (Gallo e Giuliano, figli del fratellastro Giulio Costanzo) furono risparmiati. Le motivazioni dietro questa strage non sono chiare: secondo Eutropio Costanzo non fu tra i suoi promotori ma non tentò certo di opporvisi e condonò gli assassini; Zosimo invece afferma che Costanzo fu l'organizzatore dell'eccidio. Nel settembre dello stesso anno i tre cesari rimasti (Dalmazio era stato vittima della purga) si riunirono a Sirmio in Pannonia, dove il 9 settembre furono acclamati imperatori dall'esercito e si spartirono l'Impero: Costanzo si vide riconosciuta la sovranità sull'Oriente.
La divisione del potere tra i tre fratelli durò poco: Costantino II morì nel 340, mentre cercava di rovesciare Costante I; nel 350 Costante fu rovesciato dall'usurpatore Magnenzio, e poco dopo Costanzo II divenne unico imperatore, riunificando ancora una volta l'Impero (nel 353). Il periodo poi fu caratterizzato da un venticinquennio di guerre lungo il limes orientale contro le armate sasanidi, prima da parte di Costanzo II e poi del nipote Flavio Claudio Giuliano (tra il 337 ed il 363).
Nel 361 venne proclamato augusto Giuliano, cesare in Gallia. Il suo governo durò solo tre anni, eppure ebbe grande importanza, sia per il tentativo di ristabilire un sistema religioso politeistico (per questo sarà detto l'Apostata), sia per la campagna militare condotta contro i Sasanidi.
| figli e nipoti di Costantino (337-363) | figli e nipoti di Costantino (337-363) | figli e nipoti di Costantino (337-363)                                                                                         | figli e nipoti di Costantino (337-363) | figli e nipoti di Costantino (337-363) | figli e nipoti di Costantino (337-363) | figli e nipoti di Costantino (337-363)     |
| Immagine                               | Valore                                 | Dritto | Rovescio | Datazione                              | Peso; diametro                         | Catalogazione                              |
| -------------------------------------- | -------------------------------------- | --- | --- | -------------------------------------- | -------------------------------------- | ------------------------------------------ |
|                                        | Centenionale in bronzo                 | CONTANT-IUS PF AUG, testa laureata con diadema, busto con drappeggio e corazza verso destra, tiene un globo nella mano destra. | FEL TEMP REPAR-ATIO, un soldato che avanza verso destra, il viso a sinistra, tiene una lancia, conduce un bimbo fuori da una capanna al di sotto di un albero; in esergo AQP(rima)•. | 348/350                                | 4.82 gr, 1 h. 1° officina              | RIC Contantius II, RIC VIII 102; LRBC 887. |
| N.B.: Qui sopra alcuni esempi.         |                                        | | |                                        |                                        |                                            |

### Da Valente a Valentiniano III (364-452)
I decenni successivi videro in città alternarsi episodi di usurpazione: Teodosio I vi sconfisse Magno Massimo (nel 388); Valentiniano III vi uccise Giovanni Primicerio nell'Ippodromo (nel 425). E questo secondo alcuni potrebbe essere l'ultimo anno di apertura della zecca, sebbene vi siano alcune monete appeartenenti a Galla Placidia (databili al periodo 425-437) ed a Valentiniano III (dal 425 al 452) che lascerebbero invece intendere una chiusura successiva, databile alla calata degli Unni di Attila del 452.

#### Monetazione (364-395)
| Teodosiani                     | Teodosiani | Teodosiani | Teodosiani                                                                                                  | Teodosiani | Teodosiani                      | Teodosiani               |
| Immagine                       | Valore     | Dritto | Rovescio | Datazione  | Peso; diametro                  | Catalogazione            |
| ------------------------------ | ---------- | --- | --- | ---------- | ------------------------------- | ------------------------ |
|                                | Asse       | D N FL VIC-TOR P F AVG, busto di Flavio Vittore rivolto verso destra con corazza, perle, diadema e drappeggio. | SPES RO-MA-NORVM, una città fortezza con una stella tra le due torri ai lati; S(acra) M(oneta) AQ P(prima). | 387-388    | 13 mm, 1.37 gr; prima officina. | RIC IX 55b.1; LRBC 1004. |
| N.B.: Qui sopra alcuni esempi. |            | | |            |                                 |                          |